# Juan Antonio Díaz "Chicho"
Juan Antonio Díaz Álvarez (Madrid, 1947), más conocido como ‘Chicho’, es un fotógrafo y actor español. Fue titular del gabinete fotográfico dependiente del Centro de Documentación Teatral dentro del Departamento Dramático del INAEM, desde la década de 1990 hasta su jubilación.
Como actor se formó en el teatro independiente en la platilla del Grupo Tábano con el que viajó por Europa y América, participando en los Festivales de Nancy (1973) y luego, como actor principal en el Retablillo en el Festival de Manizales, en Colombia.
A su regreso de América colaboró con Uroc Teatro, de la mano de Margallo y Petra Martínez y se inició en el campo de la fotografía teatral. Fue fichado por Moisés Pérez Coterillo para el equipo de producción de la revista El Público, llegando a dirigir su departamento de fotografía.